# Ніколаєва Ксенія
Ксенія Володимирівна Ніколаєва (27 березня 1991, Херсон, СРСР) — українська оперна співачка (мецо-сопрано).

## Біографія
Ксенія Ніколаєва народилася 27 березня 1991 року у Херсоні. Після закінчення Херсонської музичної школи (клас фортепіано) Ніколаєва закінчила Національну музичну академію України імені Петра Чайковського.   